# Hypena daria
Hypena daria là một loài bướm đêm trong họ Erebidae.